# Dąbie (powiat łukowski)
Dąbie – wieś w Polsce w województwie lubelskim, w powiecie łukowskim, w gminie Łuków.
Pod względem fizycznogeograficznym Dąbie jest położone w zachodniej części Równiny Łukowskiej, przy początkowym biegu Krzny Południowej.
W miejscowości znajduje się kościół parafialny Matki Bożej Królowej Polski. Parafia Dąbie obejmuje wsie Dąbie i Żdżary. Liczy ok. 1308 wiernych. 
W Dąbiu znajduje się także Zespół Szkół. Mieści się w nim szkoła podstawowa i przedszkole. Szkoła posiada także nowoczesny kompleks sportowy.
Do schyłku XVIII wieku była to wieś królewska w dzierżawie gręzowskiej w ziemi łukowskiej województwa lubelskiego (wg stanu z ok. 1786 roku). 
Do 1954 roku istniała gmina Dąbie. 
W latach 1975–1998 miejscowość należała administracyjnie do województwa siedleckiego. 
Wieś stanowi sołectwo w gminie Łuków. Według Narodowego Spisu Powszechnego z roku 2011 wieś liczyła 948 mieszkańców.